# Duke
Duke su naseljeno mjesto u općini Kiseljak, Federacija Bosne i Hercegovine, BiH.

## Stanovništvo

### 1991.
Nacionalni sastav stanovništva 1991. godine, bio je sljedeći:
ukupno: 51
- Hrvati - 51

### 2013.
Nacionalni sastav stanovništva 2013. godine, bio je sljedeći:
ukupno: 27
- Hrvati - 26
- Srbi - 1